# Cartoonlandia Story '80-'90
Cartoonlandia Story '80-'90 è una raccolta di sigle di cartoni animati degli anni '80 e '90 in onda sulle reti Mediaset, pubblicata il 31 maggio 2011. È stata preceduta dalla compilation Cartoonlandia Boys&Girls Story pubblicata 5 anni prima e si affianca a Cartoonlandia Story 2000-2010 uscita nello stesso giorno.

## Tracce

### CD1
Testi di Alessandra Valeri Manera tranne dove indicato.
1. Ti voglio bene Denver (musica: Carmelo Carucci)
2. Canzone dei Puffi (testo: Alessandra Valeri Manera[1], Victor Szell[2] – musica: Dan Lacksman)
3. Love me Licia (musica: Giordano Bruno Martelli)
4. La regina dei mille anni (musica: Augusto Martelli)
5. Arrivano gli Snorky (testo: Alessandra Valeri Manera[1], J.F.F. Ferry Wienneke[2] – musica: Jay Ferne)
6. Là sui monti con Annette (musica: Giordano Bruno Martelli)
7. Dolce Candy (musica: Carmelo Carucci)
8. Memole dolce Memole (musica: Giordano Bruno Martelli)
9. Mon Ciccì (testo: Roberto Garbarino – musica: Marino Marini)
10. I ragazzi della Senna (Il Tulipano Nero) (musica: Augusto Martelli)
11. Bambino Pinocchio (testo: Luciano Beretta – musica: Augusto Martelli)
12. Mila e Shiro due cuori nella pallavolo (musica: Carmelo Carucci)
13. Puffi qua e là (musica: Vincenzo Draghi)
14. Sandy dai mille colori (musica: Giordano Bruno Martelli)
15. Lupin, l'incorreggibile Lupin (musica: Carmelo Carucci)
16. Tartarughe Ninja alla riscossa (musica: Vincenzo Draghi)

### CD2
Testi di Alessandra Valeri Manera.
1. Dragon Ball (musica: Max Longhi, Giorgio Vanni)
2. Sailor Moon (musica: Carmelo Carucci)
3. Beethoven (musica: Franco Fasano)
4. Tazmania (musica: Carmelo Carucci)
5. L'ispettore Gadget (musica: Carmelo Carucci)
6. Zorro (musica: Carmelo Carucci)
7. Power Rangers (musica: Carmelo Carucci)
8. Belle e Sebastien (musica: Carmelo Carucci)
9. Il mistero della pietra azzurra (musica: Carmelo Carucci)
10. Calimero (musica: Franco Fasano)
11. Petali di stelle per Sailor Moon (musica: Piero Cassano)
12. Una sirenetta innamorata (musica: Carmelo Carucci)
13. Il Natale è (The First Noel) (musica: Franco Fasano, Marco Mojana)
14. Superman (musica: Max Longhi, Giorgio Vanni)
15. Scuola di Polizia (musica: Carmelo Carucci)
16. L'incredibile Hulk (musica: Max Longhi, Giorgio Vanni)